# Heriades nitescens
Heriades nitescens är en biart som beskrevs av Cockerell 1931. Heriades nitescens ingår i släktet väggbin, och familjen buksamlarbin. Inga underarter finns listade i Catalogue of Life.